# 율무차
율무차는 율무쌀을 말려서 가루로 만든 후 끓인 물에 타서 마시는 차이다. 음료 자판기에서도 흔히 볼 수 있다.

## 만들기
율무쌀을 약불에 노릇노릇하게 볶아서 가루를 내거나 여러 조각으로 으깨어 물에 타마신다.